# Claytonia sibirica
Claytonia sibirica L., 1753 è una pianta appartenente alla famiglia delle Montiacee.